# William Wordsworth
 Ikke at forveksle med William Wordsworth (komponist).
William Wordsworth (født 7. april 1770, død 23. april 1850) var en berømt engelsk digter. Født og opvokset i Cockermouth, Cumberland i det nordvestlige England.
Sammen med Samuel Taylor Coleridge indledte Wordsworth den romantiske periode i engelsk litteratur, da de publicerede Lyric Ballads 1798.
Wordsworths selvbiografiske digt The Prelude betragtes som hans hovedværk, et værk han adskillige gange reviderede og udvidede. Det fik først titel ved den posthume udgivelse.
Wordsworth var fra 1843 og indtil sin død Englands poet laureate (hofdigter).